# Palawan-Gleithörnchen
Das Palawan-Gleithörnchen (Hylopetes nigripes) ist ein Gleithörnchen aus der Gattung der Pfeilschwanz-Gleithörnchen (Hylopetes). Die Art kommt ausschließlich auf den philippinischen Inseln Palawan und Bancalan vor.

## Merkmale
Das Palawan-Gleithörnchen erreicht eine Kopf-Rumpf-Länge von etwa 26 bis 28 Zentimetern, eine Schwanzlänge von etwa 31 Zentimetern und ein Gewicht von etwa 530 Gramm. Die Rückenfärbung ist meliert graubraun, die Kehle und die Bauchseite sind weiß bis grauweiß. Der Schwanz ist zweifarbig mit einem helleren Braun oberseits und einem dunkleren Braun unterseits, die Farben gehen unscharf ineinander über. Die Ohren sind groß und dünn behaart, sie sind dunkelbraun gefärbt.
Wie alle Gleithörnchen hat es eine behaarte Gleithaut, die Hand- und Fußgelenke miteinander verbindet und durch eine Hautfalte zwischen den Hinterbeinen und dem Schwanzansatz vergrößert wird. Die Gleithaut ist muskulös und am Rand verstärkt, sie kann entsprechend angespannt und erschlafft werden, um die Richtung des Gleitflugs zu kontrollieren.

## Verbreitung

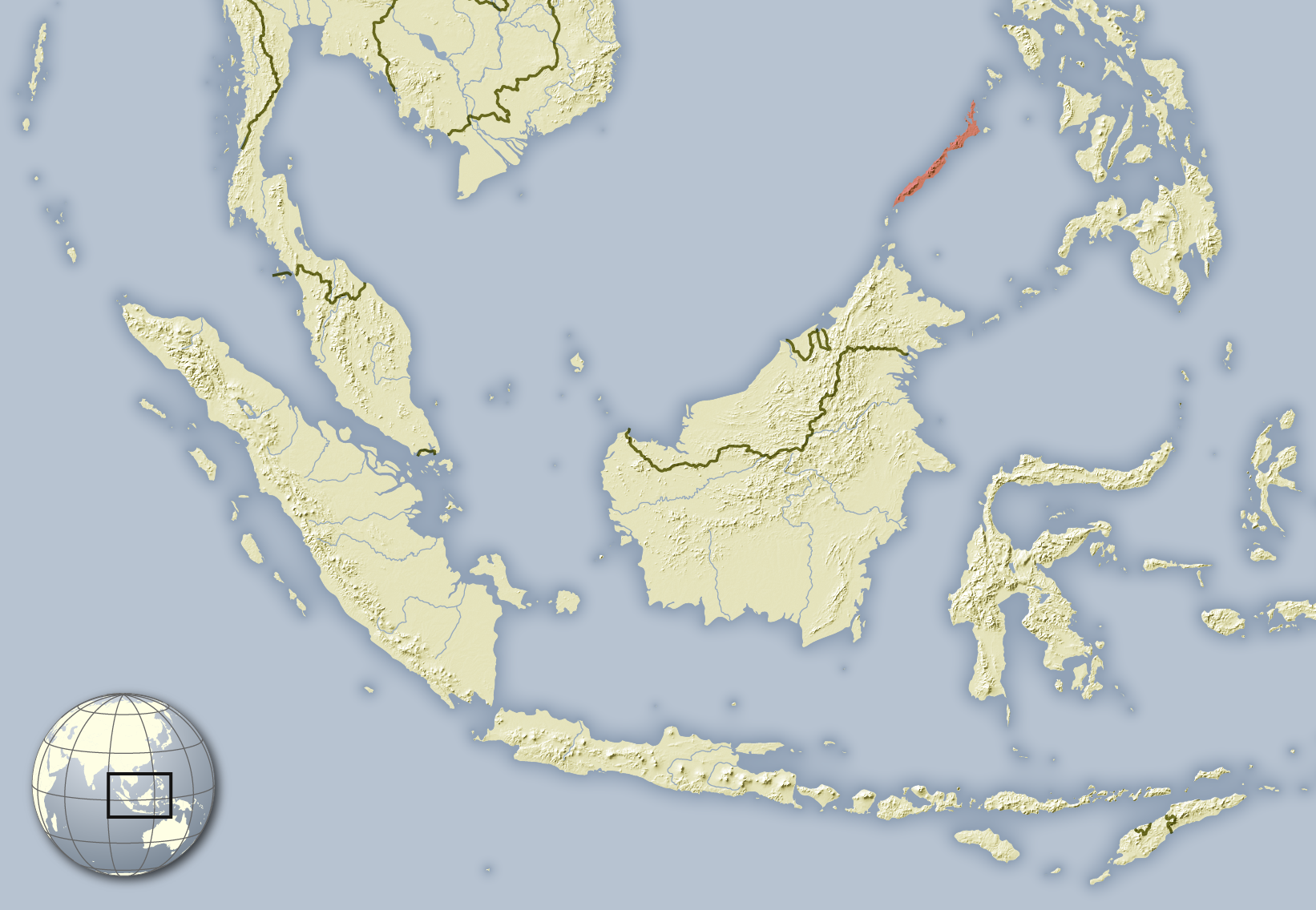
Verbreitungsgebiete des Palawan-Gleithörnchens

Das Palawan-Gleithörnchen kommt ausschließlich und damit endemisch auf den philippinischen Inseln Palawan und Bancalan vor.

## Lebensweise
Über die Lebensweise des Gleithörnchens liegen nur sehr wenige Daten vor. Der Lebensraum liegt im Flachland im tropischen bis subtropischen Primär- und Sekundärwald. Wie andere Arten ist es baumlebend und nachtaktiv. Es lebt vor allem in alten Baumbeständen und nutzt Baumhöhlen als Nestraum. Gegenüber Lebensraumveränderungen und vor allem selektiver Holzentnahme ist es vergleichsweise unempfindlich.

## Systematik
Das Palawan-Gleithörnchen wird als eigenständige Art innerhalb der Gattung der Pfeilschwanz-Gleithörnchen (Hylopetes) eingeordnet, die insgesamt neun Arten enthält. Die wissenschaftliche Erstbeschreibung unter dem Namen Sciuropterus nigripes stammt von Oldfield Thomas aus dem Jahr 1893 anhand eines Individuums von der Insel Palawan. 1908 beschrieb Thomas die Gattung Hylopetes und ordnete ihr diese und andere Arten zu. Eine weitere Unterart H. n. elassodontuswurde 1918 von Wilfred Hudson Osgood beschrieben.
Innerhalb der Art werden zwei Unterarten unterschieden:
- Hylopetes nigripes nigripes (Thomas, 1893) von der Insel Palawan
- Hylopetes nigripes elassodontus (Osgood, 1918) von der Insel Bancalan

## Bestand, Gefährdung und Schutz
Das Palawan-Gleithörnchen ist in seinem Verbreitungsgebiet vergleichsweise häufig, wobei es an seinen charakteristischen Kommunikationslauten erkannt werden kann. Es wird allerdings aufgrund des vergleichsweise kleinen Verbreitungsgebietes von weniger als 20.000 km2 von der International Union for Conservation of Nature and Natural Resources (IUCN) als potenziell gefährdet („near threatened“) gelistet. Zugleich gehen die Bestände der Art aufgrund des Holzeinschlags und der damit verbundenen Lebensraumverschlechterung auf den philippinischen Inseln zurück. Als Hauptgefährdungsursache wird entsprechend der Lebensraumverlust durch Abholzung und die Umwandlung von Wäldern in landwirtschaftliche Flächen angesehen. Eine gelegentliche Bejagung als Fleischlieferant sowie Wildfänge für den Heimtierhandel werden als geringe Einflüsse auf die Bestandsgröße eingeordnet.

## Belege
1. 1 2 3 4 5  Richard W. Thorington Jr., John L. Koprowski, Michael A. Steele: Squirrels of the World. Johns Hopkins University Press, Baltimore MD 2012; S. 100–101. ISBN 978-1-4214-0469-1
2. 1 2 3  Hylopetes nigripes in der Roten Liste gefährdeter Arten der IUCN 2014.1. Eingestellt von: P. Ong, B. Tabaranza, G. Rosell-Ambal, D. Balete, 2008. Abgerufen am 8. August 2014.
3. 1 2 3 4  Don E. Wilson & DeeAnn M. Reeder (Hrsg.): Hylopetes nigripes in Mammal Species of the World. A Taxonomic and Geographic Reference (3rd ed).
4. ↑  Oldfield Thomas: Description of a new Sciuropterus from the Philippines. Annals and Magazine of Natural History 12 (67), 1893; S. 30–31. (Digitalisat).